# Thomas Maclear
Thomas Maclear (Newtownstewart, Irlanda del Nord, 17 de març de 1794 – Ciutat del Cap, Sud-àfrica, 14 de juliol de 1879) va ser un astrònom sud-africà d'origen irlandès, astrònom de la seva majestat en el Real Observatori del Cap de Bona Esperanza durant 47 anys.

## Biografia
Maclear va néixer en Newtownstewart, Comtat Tyrone, Irlanda. Era el primogènit del reverend James Maclear i de Mary Magrath. L'any 1808 els seus pares el van enviar a Anglaterra per a formar-se com a metge. Després de passar els seus exàmens, el 1815 va ser acceptat a la Universitat Reial de Cirurgians d'Anglaterra, començant a treballar com a cirurgià d'infermeria de Bedford.
L'any 1823 va formar una societat amb el seu oncle a la localitat de Biggleswade, Bedfordshire. Dos anys més tard, el 1825, es va casar amb Mary Pearse, filla de Theed Pearse, llavors Secretari de Pau del comtat de Bedford.
Maclear es va interessar de manera especialment per l'astronomia com a un aficionat, iniciant una llarga associació amb la Reial Societat Astronòmica, de la qual va arribar a ser nomenat com a membre. El 1833, quan el lloc va quedar vacant, se'l va nomenar "astrònom de la seva majestat" a el Cap de Bona Esperança, on hi va arribar l'any 1834 a bord del vaixell Tam O'Shanter amb la seva esposa i les seves cinc filles. En aquest observatori va treballar amb John Herschel fins al 1838, realitzant un inventari del cel del sud, i continuant amb destacades observacions astronòmiques durant diverses dècades més.
Les famílies de Maclear i de Herschel van establir una amistat molt pròxima, amb les seves dones unides per les inusuals ocupacions dels seus marits i pels seus nombrosos fills. Mary Maclear, igual que Margaret Herschel, era una dona de gran bellesa i intel·ligència, encara que patia una sordesa extrema.

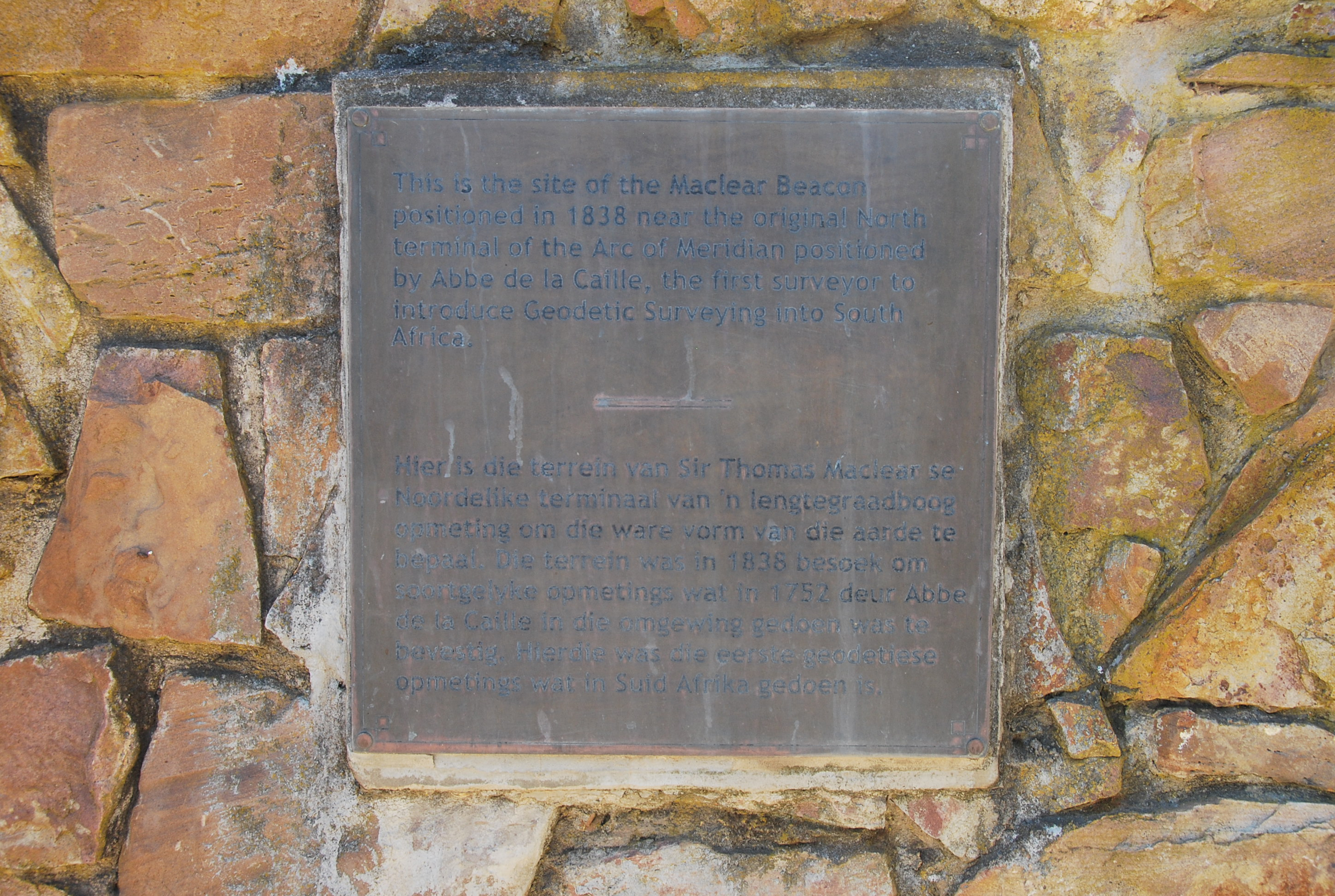
Placa commemorativa dedicada a l'abat de la Caille i a Thomas Maclear, situada a Aurora, al Cap Occidental de Sud-àfrica. En la part en anglès de la inscripció es llegeix: "Aquest és el lloc de la fita col·locada per Maclear l'any 1838 prop de la Terminal Nord original de l'Arc de Meridià referenciat per l'abat de la Caille, el primer topògraf a introduir la Topografia Geodèsica a Sud-àfrica."

Uns anys abans, concretament l'any 1750, l'abat Nicolas Louis de Lacaille havia mesurat la triangulació d'un arc de meridià al nord de la Ciutat de Cap, a fi de determinar la forma de la Terra, observant que la curvatura de la Terra era menor en les latituds meridionals que en els seus corresponents del nord. George Everest va viatjar al Cap en 1820 i va visitar l'emplaçament dels mesuraments de la Caille. Basant-se en la seva experiència a l'Himàlaia, pensava que la presència de grans masses muntanyenques en el Cap podria haver provocat que La Caille prengués dades errònies. Així, entre 1841 i 1848, Maclear seria l'encarregat de realitzar noves comprovacions geodèsiques amb el propòsit de recalcular les dimensions i la forma de la Terra.
També va ser amic de David Livingstone, amb qui va compartir el seu interès per l'exploració d'Àfrica. Va intervenir en moltes altres activitats científiques de rellevància, incloent la recollida de dades meteorològiques, magnètiques i sobre les marees.
L'any 1861 va morir la seva dona. Dos anys més tard se li va concedir una pensió, però no es va retirar de l'observatori fins al 1870, quan es va retirar a la localitat de Grey Villa, a Mowbray. Cap a 1876 havia perdut la vista, i va morir tres anys més tard a Ciutat del Cap, Sud-àfrica. Està enterrat al costat de la seva dona en els terrenys del Real Observatori del Cap de Bona Esperanza.

## Reconeixements i honors
- Nomenat cavaller el 1860 pels seus assoliments com a astrònom.
- Premi Lalande (1866)
- Medalla Real de la Royal Society (1869), pel seu mesurament d'un arc del meridià durant la dècada dels anys 1840.
- El cràter lunar Maclear[3] porta aquest nom en la seva memòria; així com la fita geodèsica Maclear a la muntanya de la Mesa; la ciutat sud-africana de Maclear, al Cap Oriental; i el cap Maclear a Malawi, així denominat pel seu amic David Livingstone.